# Герхард, Карл Абраам
Карл Абраам Герхард (нем. Carl Abraham Gerhard; 26 февраля 1738, Gorzyca, Lower Silesian Voivodeship, Нижнесилезское воеводство — 9 марта 1821, Берлин) — прусский минералог, горный чиновник и основатель Берлинской горной академии.

## Биография
Герхард происходил из семьи силезского пастора и изучал медицину в Бранденбургском университете во Франкфурте. В 1760 году он получил докторскую степень с трактатом под названием De Granatis Silesiae et Bohemiae («О гранатах Силезии и Богемии»). В дополнение к своей профессии врача он занимался физическими, химическими и минералогическими исследованиями. Благодаря своим выдающимся познаниям в этих предметах в 1768 году он был назначен членом Королевской Прусской академии наук, а затем был назначен в Берлине на должность старшего горного и бухгалтерского советника, одновременно занимая должность комиссара при горно-металлургическом управлении. В 1770 году по поручению Фридриха II он инициировал основание Берлинской горной академии. Также в 1770 году он был избран членом общества Леопольдины и назначен обер-бургомистром в недавно основанное Высшее строительное училище. В 1783 году он был избран иностранным членом Баварской академии наук.  В 1810 году его сын Иоганн Карл Людевиг Герхард сменил его на посту оберберггауптмана и руководителя прусских горных, металлургических и соляных промышленностей.
В своей работе Versuch einer Geschichte des Mineralreichs («Попытка истории минерального царства») он утверждал, что возраст Земли намного больше, чем было принято в то время (т. 1, с. 221). Он написал ранние учебники по минералогии с собственной систематикой минералов по химическим и физическим свойствам, подобно Абрааму Готтлобу Вернеру, чья более последовательная систематика стала более известной.
Его обширная коллекция минералов была куплена прусским государством в 1781 году.

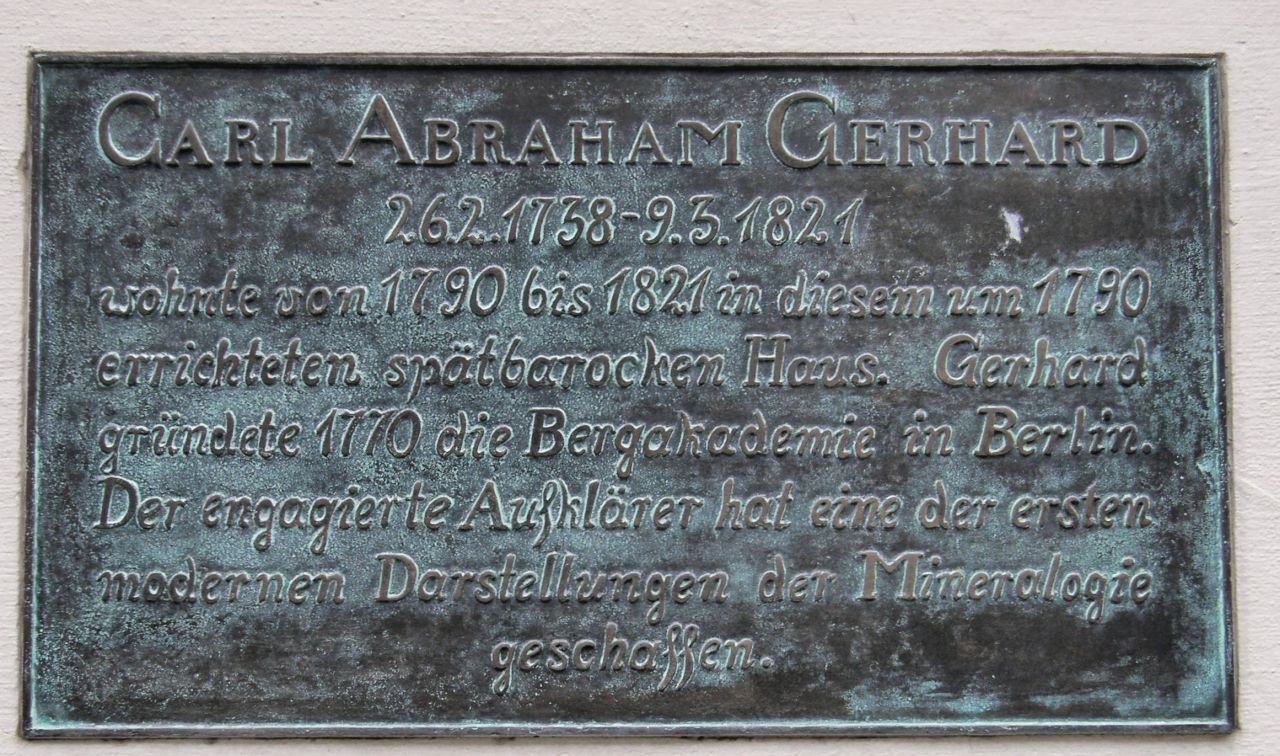
Мемориальная доска в память о Карле Абрааме Герхарде на улице Neue Grünstraße 27 в Берлин-Митте

С 1998 года в память о Герхарде установлена мемориальная доска на его семейном доме в районе Митте по адресу Neue Grünstraße 27. Вытянутое трехэтажное оштукатуренное здание было построено в 1790 году по проекту архитектора Карла Готтгарда Лангганса.

## Сочинения
- Kurze Anweisung zur Heilung der vornehmsten innern Krankheiten: zum Gebrauch seiner Vorlesungen entworfen. Берлин: Rüdiger, 1765. Digitalisierte Ausgabe der Universitäts- und Landesbibliothek Düsseldorf
- Materia Medica oder Lehre von den Arzneimitteln. Rüdiger, Берлин 1766 (Digitalisat)
- Versuch einer Geschichte des Mineralreichs, 2 т., Берлин 1781, 1782
- Beiträge zur Chemie und Geschichte der Mineralogie, 2 т., Берлин 1773, 1776
- Grundriß eines neuen Mineralsystems, Берлин 1797